# Serpophaga griseicapilla
Az Serpophaga griseicapilla a madarak (Aves) osztályának verébalakúak (Passeriformes) rendjébe és a királygébicsfélék (Tyrannidae) családjába tartozó faj.

## Rendszerezése
A fajt Roberto Straneck argentin ornitológus írta le 2007-ben.

## Előfordulása
Argentínában és Bolíviában fészkel, telelni Brazília, Paraguay és Uruguay területére vonul. Természetes élőhelyei a szubtrópusi és trópusi síkvidéki esőerdők és száraz erdők, valamint szántóföldek, legelők, ültetvények és vidéki kertek.

## Megjelenése
Testhossza 11 centiméter.

## Életmódja
Ízeltlábúakkal táplálkozik.

## Természetvédelmi helyzete
Az elterjedési területe nagyon nagy, egyedszáma pedig stabil. A Természetvédelmi Világszövetség Vörös listáján nem fenyegetett fajként szerepel.